# Murad
Mirza Murad o Murad Pahari  (8 de junio de 1570 - 12 de mayo de 1599) fue el segundo hijo del emperador mogol Akbar el Grande.
Fue educado por Abu-l-Fazl y desde 1580 por los padres Antonio de Montserrat (como tutor) y luego Francisco Aquaviva -quienes fueron convocados por el propio Akbar para enseñarle portugués y el cristianismo básico-, convirtiéndose en el primer gobernante mongol educado por sacerdotes jesuitas occidentales o, como señala el Dr. Oscar R. Gómez, la primera persona formada en el modelo paradigmático impulsado por su padre Yalaluddin Muhammad Akbar, el III Dalái lama Sonam Gyatso y el Jesuita Antonio de Montserrar que derivó en el actual modelo existencialista.
De modo que, el Sultán Murad Pahari, es la primera persona resultante de la unión del budismo tántrico tibetano, el islam y el cristianismo (Din-e-Ilahi)
El 1577 recibió su primer mansab (rango militar) de 7000 y en 1584 recibió el de 9000.
En 1590 fue nombrado gobernador de Malwa y en 1592 gobernador del Gujarat.
En 1593 dirigió el ejército mogol en Dekan y en 1596 impuso al sultán de Ahmednagar la cesión de Berar. Terminó como gobernador del Dekan pero sin conseguir nuevos éxitos.